# Fußball-Weltmeisterschaft 1954/Gruppe 4
| Pl.                                             | Land    | Sp. | S | U | N | Tore    | Diff. | Punkte |
| ----------------------------------------------- | ------- | --- | - | - | - | ------- | ----- | ------ |
| 1.                                              | England | 2   | 1 | 1 | 0 | 006:400 | +2    | 03:10  |
| 2.                                              | Schweiz | 2   | 1 | 0 | 1 | 002:300 | −1    | 02:20  |
| 3.                                              | Italien | 2   | 1 | 0 | 1 | 005:300 | +2    | 02:20  |
| 4.                                              | Belgien | 2   | 0 | 1 | 1 | 005:800 | −3    | 01:30  |
| Schweiz durch Entscheidungsspiel Gruppenzweiter |         |     |   |   |   |         |       |        |

Gruppe 4 der Fußball-Weltmeisterschaft 1954:

## Schweiz – Italien 2:1 (1:1)
| Schweiz                                                                 | Schweiz | Italien | Italien |
| ----------------------------------------------------------------------- | --- | --- | ------- |
| Schweiz                                                                 | \| 1. Gruppenspiel \| \| 17. Juni 1954 um 17:50 Uhr in Lausanne (Stade Olympique de la Pontaise) \| \| Zuschauer: 43.000 \| \| Schiedsrichter: Mário Viana ( Brasilien) \| \| Spielbericht \|                     | \| 1. Gruppenspiel \| \| 17. Juni 1954 um 17:50 Uhr in Lausanne (Stade Olympique de la Pontaise) \| \| Zuschauer: 43.000 \| \| Schiedsrichter: Mário Viana ( Brasilien) \| \| Spielbericht \|                               | Italien |
| Schweiz                                                                 | Eugène Parlier – Roger Bocquet , André Neury, Charles Casali – Olivier Eggimann, Willy Kernen – Robert Ballaman, Jacques Fatton, Josef Hügi, Eugen Meier, Roger Vonlanthen Cheftrainer: Karl Rappan ( Österreich) | Giorgio Ghezzi – Guido Vincenzi, Giovanni Giacomazzi, Maino Neri – Omero Tognon, Fulvio Nesti – Ermes Muccinelli, Egisto Pandolfini, Carlo Galli, Benito Lorenzi, Giampiero Boniperti Cheftrainer: Lajos Czeizler ( Ungarn) | Italien |
| Schweiz                                                                 | 1:0 Ballaman (18.) 2:1 Hügi (78.) | 1:1 Boniperti (44.) | Italien |
| 1. Gruppenspiel                                                         | | |         |
| 17. Juni 1954 um 17:50 Uhr in Lausanne (Stade Olympique de la Pontaise) | | |         |
| Zuschauer: 43.000                                                       | | |         |
| Schiedsrichter: Mário Viana ( Brasilien)                                | | |         |
| Spielbericht                                                            | | |         |

## England – Belgien 4:4 n.V. (3:3, 2:1)
| England                                                 | England | Belgien | Belgien |
| ------------------------------------------------------- | --- | --- | ------- |
| England                                                 | \| 1. Gruppenspiel \| \| 17. Juni 1954 um 18:00 Uhr in Basel (St.-Jakob-Stadion) \| \| Zuschauer: 14.000 \| \| Schiedsrichter: Emil Schmetzer ( BR Deutschland) \| \| Spielbericht \|          | \| 1. Gruppenspiel \| \| 17. Juni 1954 um 18:00 Uhr in Basel (St.-Jakob-Stadion) \| \| Zuschauer: 14.000 \| \| Schiedsrichter: Emil Schmetzer ( BR Deutschland) \| \| Spielbericht \|                                     | Belgien |
| England                                                 | Gil Merrick – Ron Staniforth, Roger Byrne, Billy Wright – Syd Owen, Jimmy Dickinson – Stanley Matthews, Ivor Broadis, Nat Lofthouse, Tommy Taylor, Tom Finney Cheftrainer: Walter Winterbottom | Léopold Gernaey – Marcel Dries, Alfons Van Brandt, Constant Huysmans – Louis Carré, Vic Mees – Denis Houf, Henri Coppens, Léopold Anoul, Joseph Mermans, Pieter Van den Bosch Cheftrainer: Doug Livingstone ( Schottland) | Belgien |
| England                                                 | 1:1 Broadis (26.) 2:1 Lofthouse (36.) 3:1 Broadis (63.) 4:3 Lofthouse (91.) | 0:1 Anoul (5.) 3:2 Coppens (67.) 3:3 Anoul (71.) 4:4 Dickinson (94., Eigentor) | Belgien |
| 1. Gruppenspiel                                         | | |         |
| 17. Juni 1954 um 18:00 Uhr in Basel (St.-Jakob-Stadion) | | |         |
| Zuschauer: 14.000                                       | | |         |
| Schiedsrichter: Emil Schmetzer ( BR Deutschland)        | | |         |
| Spielbericht                                            | | |         |

## Italien – Belgien 4:1 (1:0)
| Italien                                                    | Italien | Belgien | Belgien |
| ---------------------------------------------------------- | --- | --- | ------- |
| Italien                                                    | \| 2. Gruppenspiel \| \| 20. Juni 1954 um 17:00 Uhr in Lugano (Stadio di Cornaredo) \| \| Zuschauer: 24.000 \| \| Schiedsrichter: Carl Erich Steiner ( Österreich) \| \| Spielbericht \|                             | \| 2. Gruppenspiel \| \| 20. Juni 1954 um 17:00 Uhr in Lugano (Stadio di Cornaredo) \| \| Zuschauer: 24.000 \| \| Schiedsrichter: Carl Erich Steiner ( Österreich) \| \| Spielbericht \|                                               | Belgien |
| Italien                                                    | Giorgio Ghezzi – Giovanni Giacomazzi, Maino Neri, Omero Tognon – Fulvio Nesti, Egisto Pandolfini – Carlo Galli, Gino Cappello, Benito Lorenzi, Ardico Magnini, Amleto Frignani Cheftrainer: Lajos Czeizler ( Ungarn) | Léopold Gernaey – Marcel Dries, Alfons Van Brandt, Constant Huysmans – Louis Carré, Vic Mees – Henri Coppens, Léopold Anoul, Joseph Mermans, Hippolyte Van den Bosch, Pieter Van den Bosch Cheftrainer: Doug Livingstone ( Schottland) | Belgien |
| Italien                                                    | 1:0 Pandolfini (41., Foulelfmeter) 2:0 Galli (48.) 3:0 Frignani (58.) 4:0 Lorenzi (78.) | 4:1 Anoul (81.) | Belgien |
| 2. Gruppenspiel                                            | | |         |
| 20. Juni 1954 um 17:00 Uhr in Lugano (Stadio di Cornaredo) | | |         |
| Zuschauer: 24.000                                          | | |         |
| Schiedsrichter: Carl Erich Steiner ( Österreich)           | | |         |
| Spielbericht                                               | | |         |

## England – Schweiz 2:0 (1:0)
| England                                               | England | Schweiz | Schweiz |
| ----------------------------------------------------- | --- | --- | ------- |
| England                                               | \| 2. Gruppenspiel \| \| 20. Juni 1954 um 17:10 Uhr in Bern (Stadion Wankdorf) \| \| Zuschauer: 43.500 \| \| Schiedsrichter: István Zsolt ( Ungarn) \| \| Spielbericht \|                        | \| 2. Gruppenspiel \| \| 20. Juni 1954 um 17:10 Uhr in Bern (Stadion Wankdorf) \| \| Zuschauer: 43.500 \| \| Schiedsrichter: István Zsolt ( Ungarn) \| \| Spielbericht \|                                            | Schweiz |
| England                                               | Gil Merrick – Ron Staniforth, Roger Byrne, Billy Wright – Jimmy Dickinson, Ivor Broadis – Tommy Taylor, Tom Finney, Bill McGarry, Dennis Wilshaw, Jimmy Mullen. Cheftrainer: Walter Winterbottom | Eugène Parlier – Roger Bocquet , André Neury, Heinz Bigler – Olivier Eggimann, Willy Kernen – Charles Antenen, Robert Ballaman, Jacques Fatton, Eugen Meier, Roger Vonlanthen Cheftrainer: Karl Rappan ( Österreich) | Schweiz |
| England                                               | 1:0 Mullen (43.) 2:0 Wilshaw (69.) | | Schweiz |
| 2. Gruppenspiel                                       | | |         |
| 20. Juni 1954 um 17:10 Uhr in Bern (Stadion Wankdorf) | | |         |
| Zuschauer: 43.500                                     | | |         |
| Schiedsrichter: István Zsolt ( Ungarn)                | | |         |
| Spielbericht                                          | | |         |

## Entscheidungsspiel Schweiz – Italien 4:1 (1:0)
| Schweiz                                                 | Schweiz | Italien | Italien |
| ------------------------------------------------------- | --- | --- | ------- |
| Schweiz                                                 | \| Entscheidungsspiel um Platz 2 \| \| 23. Juni 1954 um 18:00 Uhr in Basel (St.-Jakob-Stadion) \| \| Zuschauer: 30.000 \| \| Schiedsrichter: Mervyn Griffiths ( Wales) \| \| Spielbericht \|                          | \| Entscheidungsspiel um Platz 2 \| \| 23. Juni 1954 um 18:00 Uhr in Basel (St.-Jakob-Stadion) \| \| Zuschauer: 30.000 \| \| Schiedsrichter: Mervyn Griffiths ( Wales) \| \| Spielbericht \|                                 | Italien |
| Schweiz                                                 | Eugène Parlier – Roger Bocquet , André Neury, Charles Casali – Olivier Eggimann, Willy Kernen – Charles Antenen, Robert Ballaman, Jacques Fatton, Josef Hügi, Roger Vonlanthen Cheftrainer: Karl Rappan ( Österreich) | Giovanni Viola – Giovanni Giacomazzi, Omero Tognon, Fulvio Nesti – Ermes Muccinelli, Egisto Pandolfini – Benito Lorenzi, Ardico Magnini, Giacomo Mari, Armando Segato, Amleto Frignani Cheftrainer: Lajos Czeizler ( Ungarn) | Italien |
| Schweiz                                                 | 1:0 Hügi (14.) 2:0 Ballaman (48.) 3:1 Hügi (85.) 4:1 Fatton (90.) | 2:1 Nesti (67.) | Italien |
| Entscheidungsspiel um Platz 2                           | | |         |
| 23. Juni 1954 um 18:00 Uhr in Basel (St.-Jakob-Stadion) | | |         |
| Zuschauer: 30.000                                       | | |         |
| Schiedsrichter: Mervyn Griffiths ( Wales)               | | |         |
| Spielbericht                                            | | |         |